# Toma de La Victoria
La toma de La Victoria fue un acontecimiento importante dentro de la historia social del siglo XX chileno: una de las primeras ocupaciones masivas de predios urbanos en Santiago por parte de pobladores con problemas de vivienda.
El hecho ocurrió en la noche del 30 de octubre de 1957, tras una serie de incendios que destruyeron parte importante de las precarias viviendas ubicadas en el Zanjón de la Aguada. Tras esta coyuntura, los pobladores decidieron tomar el sector aledaño de la Chacra La Feria, de manera de poder edificar viviendas, sin los problemas de salubridad y hacinamiento, y los peligros que representaba vivir en un campamento en general. La movilización fue masiva, contándose alrededor de 1200 familias, a las que pronto se fueron añadiendo otras provenientes de más lugares de Santiago. Todas iban en búsqueda de un sueño común: optar a una vida mejor.

## Antecedentes
La población en Santiago: problema migratorio
Dos problemas urbanos asolaron a la ciudad de Santiago en la primera mitad del siglo XX, acrecentando su gravedad con el paso de los años: el crecimiento sostenido e intenso de la población en Santiago, y la escasez de vivienda para albergar a los habitantes.
Respecto al problema demográfico se hace necesario acotar como factor clave la migración interna registrada en el país durante la época. Aquí es importante recalcar tanto la migración campo-ciudad, así como la registrada desde las salitreras.
Los migrantes que provenían del campo se encontraban en busca de una vida laboral más estable, intentando salir de las precarias condiciones que existían dentro del agro. La expansión de la industria y su modernización implicó: primero, que las relaciones sociales dentro de la hacienda empeoraran, llevando a los inquilinos a condiciones de gran marginalidad; segundo, la maquinaria que se estaba implementando requería una mano de obra más especializada y menos abundante.
La población La Victoria, ubicada en la comuna de Pedro Aguirre Cerda en Santiago, sigue siendo un barrio con una fuerte identidad comunitaria. Desde su fundación en 1957, ha pasado por diversas transformaciones, pero mantiene su carácter de lucha social y organización vecinal.
Hoy en día, La Victoria enfrenta desafíos relacionados con la vivienda, el acceso a servicios y la seguridad, pero sigue siendo un símbolo de resistencia y participación ciudadana. Sus habitantes han trabajado en la consolidación del barrio, mejorando la infraestructura y promoviendo iniciativas comunitarias. Puedes encontrar más información sobre su historia y evolución en Wikipedia.
Si quieres conocer más detalles sobre su situación actual, dime qué aspecto te interesa más.
La situación anterior comenzó a crear un problema para la capital. A principios del siglo XX las condiciones inhumanas de vida dentro de los sectores más desposeídos eran notorias, comenzando a discutirse en la esfera política respecto a la problemática de la cuestión social. La miseria existente en la capital se vio acentuada tras la crisis económica de 1929, que tuvo como consecuencia el desplome del mercado del salitre. De esto se derivó el cierre de oficinas y la crisis económica generalizada que afectó a Chile. Durante estos años se sumó entonces la migración que los obreros hicieron desde las minas del norte . 
Hay que considerar, además de las situaciones de crisis que tenían cabida en el campo y las minas, el hecho de que Santiago se presentaba como el enclave de industrialización del país tras la citada crisis. Esto significó que presentaba al menos la expectativa de conseguir una mejor calidad de vida, un empleo estable y mejores salarios. En la realidad, sin embargo, sucedió lo contrario: quienes llegaban a Santiago debían enfrentar las dos difíciles tareas de encontrar hogar y trabajo, en una ciudad que ya no daba abasto para ninguna de las dos.
Lo anterior repercutió en cifras alarmantes: entre el censo de 1907 y el de 1952, la población en la capital se cuadruplicó (pasando de 332.724 a 1.350.403 habitantes) ; hacia 1957 se registraba que un 36% de la población residente en Santiago era migrante. La ciudad, en 1952, llegó a contar con un 40% de la población urbana total del país .
La vivienda en Santiago: problema habitacional
El segundo problema urbanístico tenía relación con que la ciudad lisa y llanamente no daba abasto de viviendas para la creciente población trabajadora. En este sentido, es importante comenzar caracterizando los tipos de vivienda a los que las clases desposeídas podían optar. La primera y más antigua forma de ocupación fue el “arriendo a piso”, el cual consistía, según Armando de Ramón, en “la división de una propiedad rural ubicada junto a la ciudad [...] dividida en lotes por su propietario, los cuales eran alquilados a familias que debían construir en ellos sus habitaciones, pagando una renta calculada en un precio fijo [...]”. Estos asentamientos disminuyeron conforme avanzaba el siglo XX, en vistas de que los propietarios ya no estaban arrendando sus sitios.
La segunda forma de vivienda fue el conventillo, el cual también contaba con larga data. Ya en el siglo XX cambió la lógica de construcción, y consistía no solamente en casas grandes y céntricas aclimatadas precariamente para recibir una cantidad importante de personas: se empezaron a construir en forma de hileras de edificio con un corredor y un patio común al medio, en las afueras de la ciudad (en los mismos terrenos donde se arrendaba a piso) . Hacia 1940 eran el tipo de “infravivienda” con más difusión entre las clases populares; a su vez, era generalizada la percepción negativa que se tenía de él, en especial considerando las precarias condiciones higiénicas y el hacinamiento. Cabe notar el lucrativo negocio que significaba arrendar piezas de conventillo para los propietarios: tras el abandono de una casona aristocrática del centro de Santiago o la edificación de un conventillo en las afueras, la aclimatación para recibir gente era mínima (se dividía la vivienda para crear habitaciones pequeñas, insalubres, sin luz ni ventilación) y se arrendaban fácilmente a quienes pudieran pagar los altos precios (teniendo en cuenta las pésimas características del lugar) que se pedían.
En la década de 1930 el sistema de conventillos se comienza a saturar, además de que varios de ellos fueron demolidos . Ante la imposibilidad de arrendar, la población debió volcarse a la solución más desesperada: la ocupación ilegal de terrenos sin propiedad clara . Fue así como emergieron las poblaciones callampa: asentamientos precarios constituidos por habitaciones levantadas a modo de ruca y hechas de desechos, que se iban agregando y juntando . Estos eran los asentamientos con mayores riesgos: expuestos constantemente a enfermedades infecciosas (producto de aguas servidas adyacentes), derrumbes de tierra, incendios, etc. Era la opción menos deseada, y si bien se consideraba como “transitoria”, la realidad palpada por las trabajadoras sociales de la época era que se hacía muy difícil salir de ella una vez dentro.
Ante esto, es posible decir que la crisis habitacional de principios del siglo XX era tremenda. Para el censo de 1952 se debió hacer una medición específica que se hiciera cargo del problema de la vivienda, mostrando desalentadores resultados: solo en Santiago, los pobladores sin título de propiedad alcanzaban un 15,5% . Por otra parte, las viviendas precarias alcanzaban a un 36,2% del total en la misma ciudad .
El Zanjón de la Aguada: “cordón de la miseria”
Las poblaciones callampa fueron erigidas rápidamente, por lo que su cantidad iba en sostenido aumento, registrándose en 1952 un total de 41 de ellas en Santiago (con un total de 35.611 habitantes) . El enclave más populoso fue el Zanjón de la Aguada (extensión entre Vicuña Mackenna y General Velásquez; una espacio de 5 kilómetros de largo y 125 metros de ancho, ubicado en los terrenos adyacentes al caudal). En él se reunían 10 poblaciones en un verdadero “cordón de la miseria”, donde vivían hacinadas unas 35.000 personas . Aquí el sentido de “transitoriedad” respecto a la vida se hacía real, en vistas de la esperanza que los pobladores albergaban en las soluciones que pudieran conquistar los dirigentes del lugar .
La legislación: intentos de respuesta institucional a la crisis
El déficit habitacional se hizo cada vez más difícil de sobrellevar para la política país. Hacia 1949 los parlamentarios ya se encontraban discutiendo respecto a la magnitud del problema, identificando una responsabilidad fundamental en las políticas estatales insuficientes para poder remediar la situación . Había dos enfoques para interpretar el problema habitacional: por una parte, el empresariado señalaba la inflación y la fijación de precios como el detonante para la desestimulación de inversión en construcción ; por otra, los trabajadores argumentaban que la inflación deterioraba el poder adquisitivo de los salarios, por lo que se hacía imposible comprar viviendas .
El proceso de participación estatal dentro de la problemática habitacional comenzó a principios del siglo XX. En este sentido, es preciso nombrar una serie de leyes impulsadas para mejorar las condiciones de vida en Santiago: en 1906 se impulsa la Ley de Habitaciones obreras, permitiendo a agentes particulares un amplio margen para construir viviendas baratas y salubres ; en 1925 se promulga la Ley de la Vivienda, para limitar los precios en los arriendos y bajar los precios de las viviendas consideradas insalubres ; en 1931 se envía al Congreso un proyecto apuntando a fijar normas de construcción, regulación de arriendos e incentivo del sector privado .
Pero estas leyes no tuvieron el efecto deseado de erradicar la falta de hogar en Santiago. La Ley de 1906 fue insuficiente porque las viviendas higiénicas construidas se vendían a precios aún muy caros para los habitantes; durante mucho tiempo no existieron márgenes claros para regular la construcción de las nuevas viviendas. Incluso las viviendas que sí se pudieron construir y servir a la población fueron criticadas prontamente por la falta de espacios urbanos de recreación y socialización, como parques o canchas, creando un entorno deprimente y desmoralizador. En 1936 se creó la Caja de Habitación Popular, pero su capital impidió realizar construcciones masivas. El déficit se siguió acumulando. Luego vinieron los problemas propios de la Segunda Guerra Mundial y la escasez de materiales de construcción. El gobierno de Gabriel González Videla generó grandes expectativas. El Partido Comunista, ahora en el poder, alentó la organización de los pobladores, quienes se movilizaron en las comunas de Ñuñoa (Toma de Lo Zañartu), Barrancas (Anexo Lautaro, reinstalados en Los Nogales) y Renca (Población Recabarren), en 1946-1947, hitos que sirvieron de experiencia para la futura Toma de La Victoria. De hecho, algunos patrones de organización (prolija planificación, distribuciòn de predios, impacto mediático) se anticiparon allí
El segundo gobierno de Ibáñez (1952-1958)
Se debe hacer referencia a dos puntos respecto al problema habitacional durante el segundo mandato de Ibáñez. Primero, dentro de las propuestas que alzó se encontraba una completa reestructuración del Ministerio de Obras Públicas y la creación de un organismo especializado en la vivienda popular . Lo segundo, que tuvo que enfrentar otra crisis económica que terminaría por derrumbar las expectativas de gasto fiscal para poder financiar los planes respecto a vivienda.
El organismo encargado de la urbanización popular sería la CORVI (Corporación de Vivienda), siendo la primera vez que el Estado se haría cargo de seguir una acción específica para solucionar la problemática de la vivienda. Pero los resultados no fueron los esperados: el organismo no fue capaz de coordinar un actuar contundente, sino que se calcó a lo que se había hecho anteriormente al respecto. Por parte del sector privado también hubo magros resultados .
El primer plan de vivienda fracasó en 1954. Tras un año, la situación económica empeoró frente a la crisis que azotaba al país. Ya no se siguieron proponiendo planes nacionales de vivienda.
Los fracasos del gobierno crearon un ambiente de malestar popular, especialmente en los vecinos del Zanjón de la Aguada, cuyos dirigentes peleaban por una vivienda digna. Las constantes desavenencias e incumplimientos frustraron los ánimos de los pobladores: los terrenos prometidos de la chacra La Feria finalmente no fueron entregados, y la vida dentro de las poblaciones callampa de hacía cada día más difícil. Ante un escenario como el anterior, la Toma se fue perfilando como la última solución .

## La Toma
Detonante coyuntural: los incendios de 1957
Las familias que dieron origen a la Población La Victoria provenían de campamentos callampas que se encontraban situados en los bordes del Zanjón de la Aguada desde el año 45’. Para 1957 se contaba con alrededor de unas 35.000 personas que vivían en condiciones de hacinamiento, divididas en aproximadamente 10 poblaciones .
Existían diversas desventajas de la zona en la que el campamento estaba ambientado, y si las familias se mantenían era debido a sus esfuerzos más que por ayuda del Gobierno, que si bien había dado permiso para que se mantuvieran ahí, no había ayudado con la situación. Es más, durante los años en que se mantuvieron los pobladores en el Zanjón, fueran testigo de diferentes promesas de diversos Gobiernos que jamás se cumplieron .
Un factor determinante del lugar era la predisposición a los incendios, aumentado el riesgo debido a la extrema polución de las aguas del Zanjón, que corrían a tajo abierto. Muchos siniestros eran incluso producidos por la inflamación de los materiales químicos que llevaba esta, en diez años se habían producido nueve incendios que habían afectado a 600 casas aproximadamente .
A mediados de octubre de 1957 se produjo un siniestro que debido a las condiciones de hacinamiento arrasó con 16 viviendas dejando afectada a 32 familias. Se realizaron diferentes colectas y beneficencias, más el estado crítico en que se vivía llevó a la convocación de un Cabildo Abierto de parte de los pobladores a la municipalidad, pidiendo una solución integral a sus condiciones. El día anterior a éste, la explosión de una curtiembre se produjo un segundo incendio que perjudicó a 200 familias, dejando en un situación aún más precaria el campamento .
El cabildo contó con alrededor de mil personas, entre los que contaban autoridades como el alcalde, diputados, etc. Los pobladores utilizaron la instancia para poder evidenciar su demanda y las constantes burlas del Gobierno al prometerles una solución y luego negárselas. Los damnificados alcanzaban a 1.100 familias y aunque se realizaron diversas actividades para recolectar elementos de primera necesidad, la principal preocupación era la preocupación de sus viviendas, pues muchos de ellas se encontraban durmiendo en la intemperie .
Diversos factores se conjugaron para que los pobladores decidieran que no querían reconstruir sus hogares en el mismo lugar. Y fue así, como se concibió la idea de construir una nueva población en uno de los terrenos que el Gobierno había expropiado con la promesa que sería para ellos. Los terrenos se ubicaban en Lo Valledor y La Feria, y la municipalidad les dio una suma de dinero para la reconstrucción, solicitando los permisos correspondientes para el traslado de las familias. Independiente de tal permiso, se había dado lugar a una nueva forma de demanda de vivienda: la toma organizada de terrenos .
30 de octubre: la Toma de la Chacra La Feria
Previo al 30 de octubre y tras el primer incendio, los pobladores se habían estado reuniendo con la CORVI para poder ocupar los terrenos correspondientes a Lo Valledor y La Feria, pero esta tenía el inconveniente que se encontraban sin agua potable. Los pobladores no lo veían como un impedimento puesto que otras poblaciones habían sido entregadas sin el acceso a ella, además podía ser entregada por la Municipalidad. Con estas reuniones, se dejaron los terrenos zanjados y a la espera de poder ocuparlos, mas el segundo siniestro fue el detonante que activó la emergencia y necesidad del acceso a ellos. 
Es así, cuando a la una y media de la mañana del 30 de octubre, los pobladores comenzaron desde el Zanjón de la Aguada a trasladarse a los terrenos prometidos en La Feria. En carretas con ruedas forradas con trapos para evitar el ruido, o simplemente cargando las pertenencias, se movilizaban hacia su objetivo. En un inicio fueron aproximadamente 1.200 familias, aunque la prensa intentó bajar constantemente la magnitud, lo cierto es que durante los primeros días ya se reconocía que el número había aumentado a dos mil familias en la toma .
Lo que vino a continuación fue un aislamiento por parte de Carabineros hacia la toma, que derivó en condiciones miserables para sus ocupantes. Se vivieron grandes problemas de salubridad y falta de atención médica, así como se prohibió el acceso de madera, camas, frazadas, y otros elementos de primera necesidad. Los decesos de un lactante y una señora de setenta años evidenciaron las crudas condiciones en que se encontraban las familias participantes .
La respuesta legal a la toma era el desalojo inminente, y así era la intención del Presidente Ibáñez en un comienzo. Sin embargo, el Cardenal Caro el mismo día 30 fue a una entrevista personal con Ibáñez haciéndolo desistir de tal medida, intercediendo por los pobladores, e incluso consiguió autorización para que el Hogar de Cristo construyera viviendas de emergencia, con la condición que el número de familias no aumentara: “Por instrucciones de S.E. el Presidente de la República (…) suspende el desalojo de las personas que ocuparon terrenos en la Población La Feria. Para formular esta petición, visitó esta tarde al primer mandatario el Cardenal Primado (…) quien pidió al Jefe de Estado interceder en favor de estas personas. El Presidente de la República expresó que había ordenado autorizar al Hogar de Cristo para que construya habitaciones provisionales para las 140 familia que continúan en esos terrenos”.
El problema que quedaba a resolver era de una solución definitiva para los pobladores. El gobierno afirmaba que no contaban con recursos para dar una solución total. El Gobierno constantemente trató de “trasladar” a las familias alegando la falta de servicios básicos de la zona y que los terrenos no estaban urbanizados. El Hogar de Cristo se comprometió a construir viviendas de emergencias junto con la propuesta de autoconstrucción de los mismos pobladores. Finalmente, el gobierno cedió en la ocupación y pasó a tratarse de un “proyecto de población”, en donde sus ocupantes ese mismo día de triunfo ante el Gobierno la bautizaron como “La Victoria”, (Cuyo nombre viene de cuando los pobladores, al recibir la noticia de que el Gobierno les cedío el terreno empezaron a gritar ''esta es la victoria'') marcando una nueva fase en donde el acceso a la vivienda comienza por el acceso a suelo. Asimismo, destaca el grado de organización demostrado por los pobladores en la ocupación del terreno, así como en su mantención, creando Comités Generales –parecidos a las organizaciones del Partido Comunista, para ese entonces, ilegal debido a la Ley Maldita-, comités de vigilancia para controlar el acceso y consumo de alcohol, y sus constantes negociaciones que permitieron oficializar la toma de una manera pacífica .
Con esto, la Toma de La Victoria, pasaría a ser la primera toma de terrenos en el país en salir exitosa y lograr que los pobladores obtuvieran el acceso a suelo para poder autoconstruir sus viviendas, luego de más de 10 años de promesas incumplidas y constantes desilusiones.
Rol del PC
Un factor preponderante dentro de la Toma es comprender el rol que jugó el Partido Comunista y sus militantes en el accionar de los pobladores. Pese a que para el momento en que se dio lugar a los acontecimientos se encontraba vigente la Ley de Defensa Permanente de la Democracia, a través de la clandestinidad el PC supo hacerse presente en el movimiento de pobladores y específicamente en la Victoria. Se expresó a través del Frente de Acción Popular (FRAP), y también de modo más indirecto en la dimensión organizacional e identitaria en la conformación de la población.
La coalición del FRAP representaba a las ideologías socialistas y comunistas en el período de dispersión debido a la Ley Maldita , de este modo, la acción más directa que podemos encontrar de los militantes en la época se observa por medio de éste. Para el Frente, el problema de la Toma era uno netamente político en donde el gobierno represivo de Ibáñez tenía la culpa. De esta manera, el FRAP además de criticar el manejo institucional con el tema de la vivienda, también hacía clara una posible solución por medio de un cambio de gobernante . Así, la coalición brindó su apoyo a la causa y ayudó a la emergencia de la situación en que se encontraban los pobladores, y también promocionando a su candidato, Salvador Allende, quien incluso fue a entrevistarse con los pobladores .
Por otro lado, el PC desde su clandestinidad trataba de encontrar su lugar en este nuevo escenario político que se estaba desarrollando en Chile. Pues históricamente, su doctrina se identificaba con la clase obrera y masas trabajadoras, la cual no incluía originalmente a los demás movimientos sociales como el de los pobladores . Ya para el año 57’, el Partido vio inminente un cambio de escenario y se preparó para disponer sus fuerzas de acorde al momento político que se estaba viviendo, dando lugar a los sectores marginales, como los pobladores .
El diagnóstico era desalentador, puesto que las nuevas masas marginales tenían, a sus ojos, poco nivel político y un comportamiento inmaduro, proclives a liderazgos populistas y a explosiones incontrolables como las sucedidas en la Batalla de Santiago el 2 de abril. En sus palabras, se trataba de: “Masas atrasadas de los trabajadores campesinos o provenientes del campo, de las decenas de miles de mujeres incorporadas a la industria, de las decenas de miles de trabajadores jóvenes que eran niños hace diez o quince años […] y que no tienen suficiente claridad sobre los problemas, ni tradición de lucha, ni mayor experiencia. Estos nuevos trabajadores forman una inmensa masa popular, gran parte de la cual votó por Ibáñez” .
El objetivo, por tanto era elevar la política dentro de los pobladores y guiarlos hacia el FRAP o PC, dado que era la ideología acorde con su lucha, sin reconocer una autónoma emanada desde dentro del mismo movimiento . La influencia de los comunistas se hizo sentir de manera indirecta dentro de la población, en donde se destacan dos formas principales: dimensión organizacional e identitaria.
La primera, puede verse expresada claramente a través de las estructuras de jerarquía dentro de La Victoria, traspasando su capital organizativo de lo sindical a lo poblacional . De esta manera podemos hablar de una cultura organizativa con patrones comunistas, como se puede ver, por ejemplo, en que la máxima autoridad dentro de los Comités Generales de los pobladores era un Secretario General, o la prensa victoriana que fue una de las primeras tareas llevadas a cabo y que expresaban: “dar vida a un periódico que fuera el vocero auténtico de las clases trabajadoras que viven y sufren heroicamente, sin desmayar en nuestra Población” . Si bien, se trata de una cultura a todas luces novedosa creada por los mismos pobladores, no se puede negar la importante influencia comunista evidenciada anteriormente .
Por otra parte, la dimensión identitaria permite ver la creación de un “ethos victoriano” relacionado intrínsecamente con la ideología comunista cuyo principal énfasis se encontraba en la acción del poder popular. La identidad victoriana no puede ser comprendida sin la Toma, donde la población ya no es solo un telón de fondo, sino es el objeto de apropiación del mismo pueblo que representa una forma radical de lugarización de su espacio, donde el terreno deja de ser una mera mercancía y adquiere una significación en la identidad. Esta ruptura con la institucionalidad por medio de la Toma, exige un autogobierno y autorrepresentación, pudiendo hablar de una “Pequeña República”. En otras palabras, solo mediante la organización y cohesión social del pueblo se hace posible la mantención de la Toma, que llevan a la aplicación y creación de dinámicas creativas y novedosas, como las mencionadas en la dimensión organizacional en las que la influencia del PC es innegable .
El rol jugado por los comunistas es trascendental para entender la organización y consolidación de la identidad victoriana, pero es menester recalcar que los verdaderos protagonistas de la población fueron y siguen siendo sus pobladores . El papel desempeñado por el PC fue de uno asistencialista, ya que siempre vieron al movimiento social de pobladores como uno que debía subyugarse a la lucha reivindicativa de la masa popular en pos de los intereses de la clase obrera .
Rol de la Iglesia
La misión social de las instituciones católicas se expresó en la ayuda que brindaron para el desarrollo y mejoramiento de las precarias condiciones de existencia en la Toma, a través de la prestación de material constructivo, personal de trabajo, conocimientos técnicos y de la impresión de un ethos comunitario entendido a partir de la “doctrina social de la iglesia” (La Victoria será “símbolo de la superación y solidaridad humanas” ).
En esta misión el padre Del Corro, representando la figura del Hogar de Cristo, cobra un rol fundamental. Esto, pues será a través de él que la iglesia católica accionará dentro del territorio mismo llevando a cabo un plan de construcción de casas de emergencia, mediaguas y casas sólidas, con personal de la fundación y con materiales para el levantamiento que provenían, principalmente, de la “Fábrica de paneles” de la misma.
Se puede observar la visión valórica del cristianismo católico sobre el proceso de construcción de la toma: El trabajo del misionero se presenta como una labor ejemplificadora para el poblador: “El estímulo, la enseñanza y el ejemplo, avivan el interés de los pobladores. [...] Ahora aquel hombre que aparecía aplastado en medio de una población callampa desorganizada e insalubre se lanza con entusiasmo a levantar su nuevo hogar sobre una tierra que sabe propia y con la ayuda de quienes nada les piden, sino su propia superación” .
La solidaridad de afuera respecto a la Toma
La solidaridad expresada por diferentes organizaciones marcó un precedente en la dinámica social puesto que se abandonaba la lógica asistencialista para con los pobres, dando paso a un apoyo activo en pro de una solución . Dicho apoyo lograba dar una relevancia de primera categoría al problema de los pobladores, pero aún más importante, legitimaba la ocupación de terrenos .
Algunas instituciones o sectores sociales que entregaron su apoyo y solidaridad a la causa de la ocupación de terrenos fueron:
- Frente de Acción Popular: en términos políticos, el más importante. No se quedaron tan solo en declaraciones, sino con apoyo activo en materias de asistencia jurídica, médica y arquitectónica. Se destaca un apoyo, aunque en menor escala, del Partido Radical.
- Central Única de Trabajadores: en su sesión inaugural del año aprobaron el voto de solidaridad con los pobladores y las autoridades mostraron su rechazo al desalojo. Se trató de un apoyo simbólico.
- Federación de Estudiantes de Chile: Realizaron un llamado a apoyar la Toma junto con sus pobladores, llevando a cabo recolección de elementos de primera necesidad. También estudiantes de Medicina, Arquitectura e Ingeniería ayudaban en sus respectivas disciplinas en la población.
- Caritas Chile: Institución de la Iglesia Católica que destacó con su apoyo llevando alimentos al lugar por misiones diplomáticas e incluso con la visita de sus embajadores internacionales a La Victoria.

Pobladores: la identidad victoriana
Un aspecto fundamental para comprender la población de La Victoria hasta la actualidad es entender su proyecto identitario que nace en la coyuntura de la Toma de terrenos. Los incendios producidos en el Zanjón de la Aguada crearon un sentimiento de solidaridad y además identificación entre los pobladores del sector, la autoconstrucción ya no era solo de unas casas, sino de una población entera, puesto que se hablaba de “nosotros, los pobladores del Zanjón”, por tanto se creó una identidad nacida por compartir el mismo hábitat y las características que éste conllevaba, y el mismo objetivo, el cual era la obtención del a vivienda digna .
Así, la identificación era con los pobladores pobres de Santiago, delimitado por su lugar y vivienda. Pero ese no era el único elemento que servía para delimitar este sentido de identidad, un factor trascendental en este sentimiento victoriano era precisamente el antagonista de los pobladores, que vendría a ser la institucionalidad que tantas veces prometió soluciones y no cumplió, los organismos públicos –como la Caja de Habitación- eran el enemigo que representaba la nula solución estatal a la problemática de la vivienda .
El sentimiento identitario además podía verse expresado en las constantes declaraciones, donde siempre primaba la colectividad por sobre el individualismo:“Lo único que pedimos es que nos dejen tranquilos. Hemos esperado mucho tiempo y nadie se ha acordado de nosotros. Queremos demostrar que somos capaces de levantar con nuestro esfuerzo los hogares que siempre nos han prometido” .
Así, se observa el predominio del plural, eran ellos mismos los encargados de resolver sus propios problemas, de ahí el dicho “Nada por caridad, todo mediante nuestro propio esfuerzo” . De este modo, se alejan de recibir ayuda por limosna, y se da el énfasis a la autoconstrucción de su propia población, donde sus actores, identificados con ella, la llevarían a cabo.
Una vez ocurrida la Toma, esta ocuparía un lugar privilegiado en la consolidación del “ethos victoriano”, debido a que su carácter deja de lado el espacio físico como un mero fondo, y lo traspasa a un objeto de apropiación del poblador que lo dota de una autenticidad única . La ruptura con la institucionalidad realizada por los pobladores de La Victoria les daba precisamente su lugar en la sociedad como actores independientes, que se veían obligados al autogobierno y cuya fuerza residía en su organización y cohesión social .
Hasta nuestros días, los habitantes de La Victoria tienen diferentes mecanismos para mantener vivo el sentimiento identitario de la población, entre los que cuentan, por supuesto, el nombramiento de las calles cuyos nombres representan a diferentes personajes o ideologías relacionadas con la Toma, mostrando el intento de ligar la biografía de la población con la historia de sus ocupantes . También todos los años en el aniversario de la Toma se realiza la reconstitución de la Toma de terrenos en el Estadio Municipal,  proyectando documentales y relatos de los actores directos de la Toma, encargados de transmitir la epopeya victoriana con el fin que su identidad permanezca viva con el mismo espíritu que en aquellos días de toma de terrenos .

## Consecuencias
Rol histórico de la Toma
La Toma de la Victoria sigue ocupando un papel destacado en la identidad de los pobladores organizados, quienes hasta el día de hoy lo reconocen como un hito significativo. 
La capacidad que tuvo el movimiento para llevar a cabo su objetivo de tener acceso al suelo con la intención de edificar las viviendas de los pobladores del Zanjón sentó un precedente para los demás pobladores de campamentos callampas, inaugurando una nueva forma de tratar el problema de vivienda: las tomas de terrenos. Podemos ver tres etapas en esta, todas inspiradas por el éxito que obtuvo La Victoria: en un primer lugar, se trataba de tomas por necesidad, debido a la emergencia de la situación de las familias; la segunda etapa abarca desde 1964 y 1970, en donde se ve como un fenómeno de poblamiento, puesto que la demanda por suelos era demasiado alta y las políticas institucionales y empresas no lograban satisfacer; la tercera, es la de tomas colaborativas entre el gobierno y pobladores, en tiempos de la Unidad Popular, en donde se transforma en una práctica asistida .
Luego de la represión de dichas prácticas por la dictadura militar, no se volvieron a producir más tomas. Aun así, hasta nuestros días, existen algunos casos excepcionales que la utilizan como un acto simbólico para demostrar posibles soluciones al problema de la vivienda, ocupando terrenos que demuestran que son aptos para la construcción.
Dentro de la Población La Victoria, la epopeya victoriana ha calado hondo en el espíritu y sentimiento identitario de sus pobladores, y hasta el día de hoy, ellos mismos se encargan de mantener vivo el legado de la Toma, ya sea a través de murales, documentales, u cualquier otra muestra que permita homenajear a los pobladores que decidieron dejar de escuchar promesas incumplidas, y hacer suyo un terreno, al que denominar como su población.
Por tanto, la Toma es hasta el día de hoy un acontecimiento de gran importancia para la historia chilena, tanto para los movimientos de pobladores que persisten hasta el día de hoy, así como también, para los ocupantes actuales de La Victoria, que se sienten herederos de este legado y de la Toma misma.
La Toma en la cultura popular
La toponimia de las calles de la población “La Victoria” se liga estrechamente a la historia de su constitución. En general, dan cuenta de un intento inicial, primeramente, por configurar una identidad victoriana que está basada en una cultura de autoconstrucción, resistencia y lucha obrera . Y, secundariamente, por mantener vivos en la memoria hechos y personas relevantes en el proceso de creación y establecimiento de la Toma.
Sobre lo primero, es relevante el papel que juegan los dirigentes y pobladores ligados al Partido Comunista chileno, en tanto agentes activos en la creación, mantención y dirección de la toma (como, por ejemplo, a través del Comité Central de pobladores). Se hace comprensible por ello que una buena parte de las calles se liguen a personajes o hechos relevantes para la izquierda nacional e internacionalmente, por un lado, en términos de reivindicaciones y resistencia obreras. Y por otra, al presentar el origen y a quienes originaron cada una de estas luchas. 
Ejemplos con relevancia para la izquierda internacional son las calles Carlos Marx, Primero de mayo, Mártires de Chicago, La Coruña y Ranquil. Y para la nacional, personajes como Eugenio Matte y Raúl Fuica; dirigentes como Clotario Blest y Galo González; o artistas ligados a los movimientos populares como Antonio Acevedo Hernández y Olga Donoso. 
Sin embargo, esta identidad se expresa también en términos de un supuesto proceso de autoconstrucción. La Victoria es una nueva república, construida por los mismos pobladores . Con esta interpretación se puede comprender el sentido de calles como La Aurora y Estrella Blanca (haciendo referencia a los tres poderes del Estado, representados en la bandera chilena.
Por otra parte, con lo segundo se hace más bien referencia a una biografía de la población, a su mito fundacional. Es por esto que se hace nombramiento a representantes del mundo cristiano católico (como el Cardenal Caro, que intercedió ante el presidente Carlos Ibáñez del Campo, para el no desalojo de los pobladores por parte de las fuerzas de seguridad pública), o se nombra una fecha tan relevante como el 30 de octubre (haciendo referencia al año 1957, cuando se funda la población).
Controversias
Aunque a la Toma de la Victoria se la suele considerar la primera toma organizada de terrenos en Chile, e incluso de Latinoamérica, no fue la primera. Hay evidencias de la existencia de varias ocupaciones ilegales de predios urbanos a partir, cuando menos, de 1946, de forma bastante organizada, aunque no siempre de gran envergadura. Las más reconocidas, sin ser las únicas, fueron las de "Lo Zañartu" o "Lo Valdivieso", en 1947, que luego fueron trasladados a La Legua Nueva, en 1948; la de la Población Anexa Lautaro, en 1946, que luego fueron radicados en la Población Los Nogales, en 1948; y la Población Recabarren, en 1947, que permanecieron en ese lugar, hasta ahora.